# La Publicitat
La Publicitat (La Publicidad) fue un periódico en catalán que se editó en Barcelona entre el 1 de octubre de 1922 y el 23 de enero de 1939.

## Historia
El diario nació al adquirir Acció Catalana la publicación en español La Publicidad y la catalanizó, convirtiéndola en el principal órgano del catalanismo intelectual. Su primer director fue Luis Nicolau d'Olwer quien estuvo en el cargo hasta 1924, cuando fue obligado a partir hacia el exilio por la dictadura de Miguel Primo de Rivera. 
La publicación contó con la colaboración de los escritores más destacados de la época como Carles Soldevila, quien popularizó sus Fulls de Dietari, Antoni Rovira i Virgili, Pompeu Fabra y Josep Vicenç Foix. Entre sus corresponsales en el extranjero cabe destacar a Josep Maria de Sagarra en Berlín, Josep Carner y Josep Pla.
La publicación mantuvo el tono catalanista durante la dictadura pero, después del 6 de octubre de 1934, el periódico quedó suspendido, quedando sustituido por una nueva publicación Mirador. La Publicitat volvió a editarse en enero de 1935 y continuaría saliendo a la calle durante el transcurso de la Guerra civil, desapareciendo de forma definitiva con la entrada de las tropas franquistas en Barcelona en 1939.